# 대사 (외교관)

한스 홀바인, 《대사들》

대사(大使) 또는 특명전권대사(特命全權大使)는 국가를 대표해서 외국에 파견되는 외교 사절이다. 특명전권대사는 외교 사절단 중에서 제일 높은 계급이며, 각국의 대통령, 총리 등 정상을 외교 업무 목적으로 만나기 위해 파견된다. 국제 연합 등의 국제 기관으로도 파견되고 있다. 대사는 일반적으로 강대국이나 그 나라와의 중요한 관계를 갖는 국가에 파견된다.
외교 사절의 두 번째로 높은 계급은 공사 혹은 특명전권공사이고, 세 번째 높은 계급으로 변리공사(한국에는 변리공사가 없음)와 대리공사가 있다. 대사와 공사는 직무·특권에 있어서는 같다고 생각해도 무방하다. 특명전권공사는 체류국의 정상에 대해서, 대리공사는 체류국의 외무장관에 대해서 각각 파견된다.

## 신임
특명전권대사는, 체류국의 정상에 대해, 파견국의 정상이 파견한다. 그때 파견국의 정상으로부터 신임장이 맡겨져 대사가 체류국의 정상에게 제출하는 의식을 신임장 봉정식이라고 한다.

## 업무
국가간의 외교 교섭, 조약의 조인 및 서명, 파견국에 체류하는 자국민의 보호 등의 업무를 행한다.

## 같이 보기
- 공사 (외교관)
- 영사
- 외교관
- 대사관
- 외교 관계에 관한 빈 협약